# Parrhasius sedecia
Parrhasius sedecia är en fjärilsart som beskrevs av William Chapman Hewitson 1874. Parrhasius sedecia ingår i släktet Parrhasius och familjen juvelvingar. Inga underarter finns listade i Catalogue of Life.